# Рудківська сільська рада (Царичанський район)
| Рудківська сільська рада — колишній орган місцевого самоврядування у Царичанському районі Дніпропетровської області з адміністративним центром у c. Рудка. Рудківська сільська рада розташована на сході Царичанського району Дніпропетровської області, за 7 км від райцентру. Сільській раді підпорядковані населені пункти: - c. Рудка - с. Кравцівка - с. Рибалки - с. Щербинівка |

## Склад ради
Рада складається з 16 депутатів та голови.

## Керівний склад сільської ради
| ПІБ                            | Основні відомості                                                         | Дата обрання | Дата звільнення |
| ------------------------------ | ------------------------------------------------------------------------- | ------------ | --------------- |
| Шишацький Григорій Михайлович  | Сільський голова, 1967 року народження, освіта, член народної партії      | 26.03.2006   | 31.10.2010      |
| Шишацький Григорій Михайлович  | Сільський голова, 1967 року народження, освіта вища, член Партії регіонів | 31.10.2010   | 27.05.2012      |
| Веклинко Михайло Володимирович | Сільський голова, 1966 року народження, освіта вища, член Партії регіонів | 27.05.2012   |                 |

Примітка: таблиця складена за даними джерела

## Соціальна сфера
на території сільради знаходяться такі об'єкти соціальної сфери:
- Рудківська загальноосвітня школа І-ІІ ступенів;
- Рудківська амбулаторія загальної практики сімейної медицини;
- Щербинівський фельдшерсько-акушерський пункт;
- Рудківський будинок культури;
- Рудківська бібліотека-філіал;
- Щербинівська бібліотека-філіал.